# Janusz Wojcieszak (filozof)
Janusz Wojciech Wojcieszak (ur. 1953, zm. prawdopodobnie 8 października 2012 w Warszawie) – polski filozof i filolog, doktor nauk humanistycznych, specjalista w zakresie filozofii kultury Ameryki Łacińskiej i literaturoznawstwa hispano-amerykańskiego. Wykładowca  Instytutu Filologii Romańskiej Wydziału Humanistycznego Uniwersytetu Marii Curie-Skłodowskiej w Lublinie (UMCS) oraz starszy wykładowca Instytutu Studiów Iberyjskich i Iberoamerykańskich Wydziału Neofilologii Uniwersytetu Warszawskiego oraz tłumacz.

## Kariera naukowa[2]
Absolwent studiów magisterskich w Katedrze Iberystyki UW z 1977. Od kolejnego roku pracownik obecnego Instytutu Studiów Iberyjskich i Iberoamerykańskich UW. Stopień doktora nauk humanistycznych w zakresie filozofii hispanoamerykańskiej uzyskał w Instytucie Filozofii i Socjologii PAN w Warszawie.
W latach 1995–2008 był adiunktem w Instytucie Filologii Romańskiej UMCS. Jako wykładowca UW był członkiem Rady Instytutu Studiów Iberyjskich i Iberoamerykańskich oraz promotorem prac magisterskich.
Był autorem jednej publikacji książkowej oraz ok. 70 artykułów i recenzji opublikowanych w czasopismach polskich, hiszpańskich i latynoamerykańskich. Jako tłumacz był autorem przekładów kilku książek, a także kilkudziesięciu  artykułów i esejów na język polski, z języków hiszpańskiego i francuskiego. Był także redaktorem dwumiesięcznej serii „Idee i Ludzie” wydawanej nakładem Centrum Studiów Latynoamerykańskich UW (CESLA UW).

## Zaginięcie

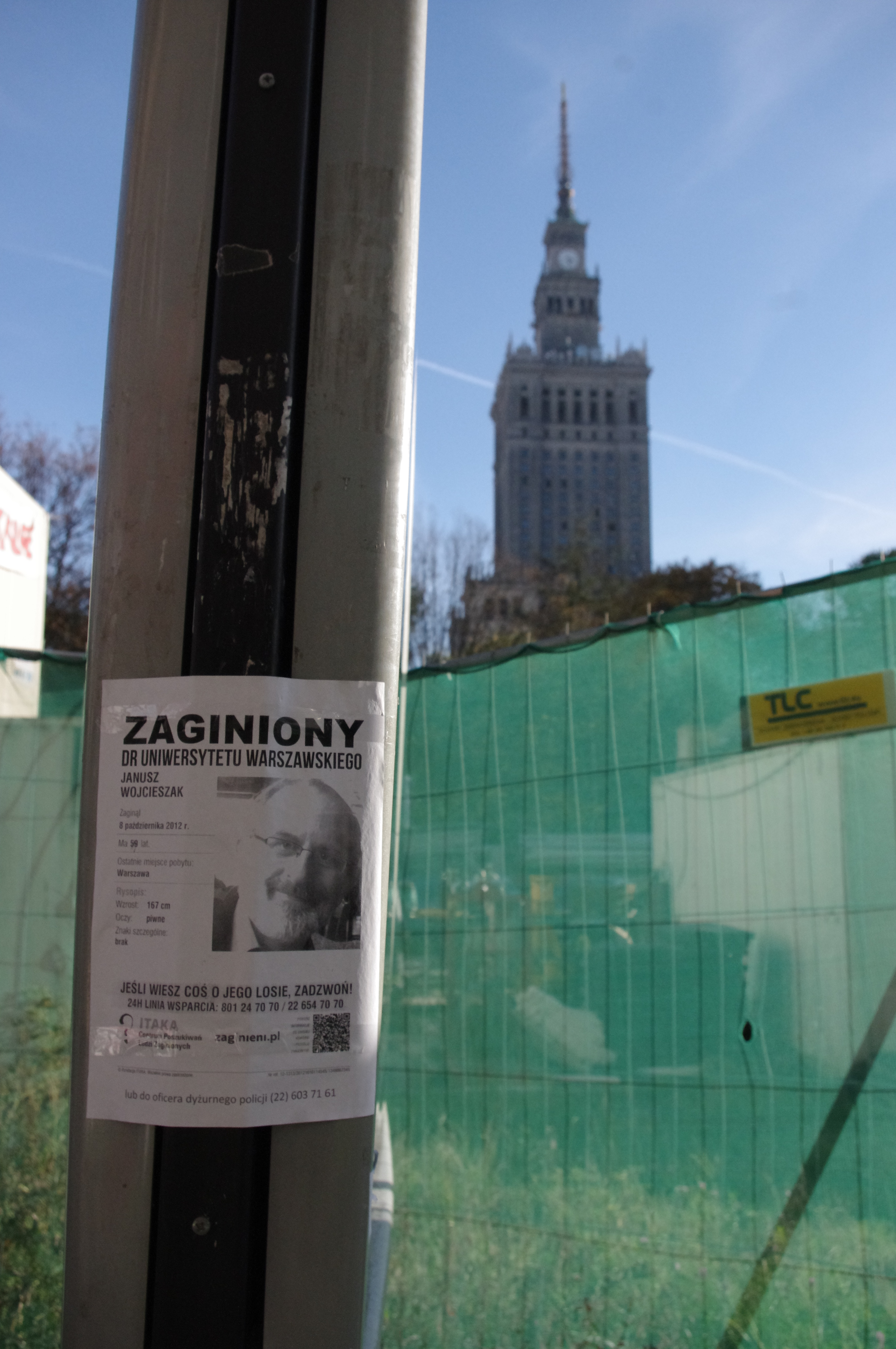
Plakat o zaginięciu Janusza Wojcieszaka przy Pałacu Kultury i Nauki w Warszawie

Janusz Wojcieszak zaginął w poniedziałek 8 października 2012 po wyjściu z domu przy ul. Petofiego ok. godziny 10:30. W akcję poszukiwawczą już w pierwszym dniu po zaginięciu wykładowcy zaangażowały się setki osób z Warszawy w tym jego studenci. W całej Warszawie pojawiły się plakaty informujące o zaginięciu doktora, a o poszukiwaniach poinformowano Fundację Itaka, PKP, ZTM oraz Kurię Warszawską. Poszukiwania doktora prowadziła także stołeczna komenda policja. Za sprawą portalu społecznościowego Facebook w poszukiwania zaginionego włączyło się kolejne kilka tysięcy osób. O zaginięciu doktora informowała telewizja ogólnopolska między innymi TVN24 w reportażu Dariusza Łapińskiego w „Faktach” z 14 października, a także prasa w tym „Gazeta Wyborcza” i wszystkie większe internetowe portale informacyjne. Do czasu odnalezienia ciała dr  Wojcieszaka  codziennie na wydziale iberystyki zbierał się sztab ds. poszukiwań. Studenci i wykładowcy weryfikowali otrzymane informacje, dzieli się zadaniami na najbliższe godziny oraz organizowali grupy poszukiwawcze i rozklejania plakatów.
Na podstawie bilingów i ostatniego logowania w telefonie komórkowym Bielański policyjny wydział ds. zaginięć podał iż ostatnim domniemanym miejscem pobytu dr Wojcieszaka były obszar między ulicami Sowią, Dobrą, Bednarską, Mariensztatem, Białoskórniczą i Wybrzeżem Kościuszkowskim, czyli okolice między mostami Świętokrzyskim a Śląsko-Dąbrowskim. Teren ten został przeszukany przez studentów i wolontariuszy.
Ciało Janusza Wojcieszaka odnaleźli w południe 17 października 2012, policjanci z Komisariatu Rzecznego w Warszawie tuż przy Moście Gdańskim. Rodzina zidentyfikowała znalezione ciało jako dr Wojcieszaka. Sprawą śmierci wykładowcy zajęła się Prokuratura Rejonowa Warszawa – Żoliborz. Przyjęto iż prawdopodobną  przyczyną śmierci było utonięcie, ponieważ na jego ciele nie ujawniono żadnych innych obrażeń. Śledczy znaleźli nad rzeką także rzeczy osobiste dr. Janusza Wojcieszaka, a  wśród nich list pożegnalny.

## Redakcja i opracowanie[8]
- Leopoldo Zea –„Filozofia dziejów Ameryki” (wybór i opracowanie Janusz Wojcieszak, tłum. Krzysztof Jacek Hinz; Centrum Studiów Latynoamerykańskich Uniwersytetu Warszawskiego CESLA; Warszawa; 1993)

## Tłumaczenia[8]
- José Ortega y Gasset – „Medytacje o „Don Kichocie” (Warszawskie Wydawnictwo Literackie Muza; Warszawa; 2008)
- José Piñera – „Bez obawy o przyszłość” (Centrum im. Adama Smitha; Warszawa; 1996)
- Horacio Cerutti Guldberg – „Filozofia naszoamerykańska” (CESLA Centrum Studiów Latynoamerykańskich. Uniwersytet Warszawski,; Warszawa; 2011)
- Alfonso Reyes – „Uwagi o amerykańskiej inteligencji” (Uniwersytet Warszawski. Centrum Studiów Latynoamerykańskich; Warszawa; 1994)
- Tzvetan Todorov – „Podbój Ameryki : problem innego” (Fundacja „Aletheia”; Warszawa; 1996)
- Fernando Savater – „Etyka dla syna” (Wydawnictwa Szkolne i Pedagogiczne; Warszawa; 1996)
- José Vasconcelos – „Rasa kosmiczna : (wybór)” (Centrum Studiów Latynoamerykańskich Uniwersytetu Warszawskiego CESLA; Warszawa;  1993)

## Członkostwo w organizacjach[2]
- Asociación Internacional de Hispanistas
- Asociación de Hispanismo Filosófico
- Polskie Stowarzyszenie Studiów Latynoamerykańskich
- Polskie Stowarzyszenie Hispanistów

## Nagrody i wyróżnienia[2]
- Nagroda Instytutu Cervantesa za Tłumaczenie Literackie 2008 r.: za „Medytacje o Don Kichocie” José Ortegi y Gasseta (Warszawskie Wydawnictwo Literackie Muza; Warszawa; 2008)